# 誰在你身邊
《誰在你身邊 》（英語：Who’s By Your Side），2021年台灣劇集。何潤東執導與編劇。徐若瑄、張鈞甯、莊凱勛、陳恩峰主演。該劇以各自婚嫁的姐妹為故事開端，探討婚姻關係中人性的善與惡。2021年10月3日起於HBO頻道每週日晚上9點首播，串流平台HBO Go同步上架，共10集。
本劇探討婚姻關係中人性的善與惡，為黑暗懸疑題材，著重於男女雙方在婚姻關係中所面臨的課題，故事從徐若瑄、張鈞甯這對已各有婚嫁的姊妹帶起，徐若瑄認為，夫妻是因愛結合，但現實這份愛或許不能長期支持現實中雙方的差異，若長期缺乏坦白和溝通之下，漸漸就形成危機，日後以不同形式爆發。
何潤東繼《翻牆的記憶》奪下金鐘獎最佳導演後，再推出第二部自製自導自編的黑暗懸疑影集《誰在你身邊》。徐若瑄同時擔任本劇製作人，男主角則找來金鐘影帝莊凱勛，曾入圍金鐘獎最佳男配的新星陳恩峰也加入演出。

## 播出時間

### 首播
| 頻道/影音 | 所在地           | 播出日期      | 播出時間     | 備註               |
| HBO 頻道  | HBO Asia服務地區 | 2021年10月3日 | 每週日 21:00 | 首週2集，後每週1集 |

### 網路平台
| 頻道/影音 | 所在地           | 播出日期      | 播出時間         |
| HBO GO    | HBO Asia服務地區 | 2021年10月3日 | 每週日 21:00上架 |

## 演員列表

### 主要演員
| 演員   | 角色   | 介紹 | 登場集數                  |
| 徐若瑄 | 曾詠潔 | 簡志勝的妻子、曾詠琪同父異母的姊姊 嫁給志勝後曾有過一家三口幸福快樂的日子。個性逆來順受、溫暖良善的詠潔，在丈夫生意失敗後，為了還清家中債務在自助餐與大賣場兼職並賺取微薄薪資。面對任何困難，詠潔總是說：事情會有解決的辦法。她覺得只要努力，幸福生活終究會再回來，直到因為產生幻聽，在工作時恍神而闖下大禍，甚至害得一名女同事燙傷毀容，精神和經濟雙重壓力身心俱疲的她在如夢似幻的幻境中看見了惡靈-瞳(ひとみ)就要殺死離家出走消息全無的女兒，飽受驚嚇的她要求丈夫志勝趕快去救女兒恩家，然而她的崩潰卻帶給所有人一道難解的謎。 | 1-4、8(照片)、9(照片)、10 |
| 張鈞甯 | 曾詠琪 | 李皓遠的妻子、曾詠潔同父異母的妹妹 從小活在母親是第三者的童年陰影下，造成詠琪情感上的潔癖。她總懷抱著不安，存疑何謂是愛，直到遇見李皓遠，對她體貼溫柔一心相待，讓她找到了依賴和光亮的指引。外人看來他們的婚姻高端精緻令人欣羨，但丈夫是獨子的壓力卻重得讓她喘不過氣，生育問題成了這段完美婚姻的隱憂，而對愛和人性的質疑更讓她在孤單一人時情緒失控。當她懷疑著丈夫疑似外遇、信任開始瓦解了夫妻以往的恩愛，詠琪以愛為名一步一步將彼此走向難以脫身的囹圄。                                                                        | 1-10                      |
| 莊凱勛 | 簡志勝 | 曾詠潔的丈夫 年輕時意氣風發，娶妻創業，卻被騙而生意慘敗，志勝一夜之間身負巨債，他把自己的失敗發洩到家人身上，不顧辛苦工作的老婆、導致女兒離家出走。志勝骨子裡被掩藏壓抑的性格缺點，在中年失業後再一次出現。事業落魄的自卑以及女兒離家的內疚，讓他沉迷於買酒賭博，生活陷入惡性循環，家庭關係冰冷到極點。面對失蹤的女兒、情緒異常的老婆，瞳（ひとみ）這名字的出現帶動了詭異神祕的意外事件，當家庭和人生被自己搞得一團糟，讓志勝心中懊惱及恐懼不安。                                                                              | 1-10                      |
| 陳恩峰 | 李皓遠 | 曾詠琪的丈夫 家世好，個性成熟沉穩，之前一直被父母要求門當戶對的婚姻感到窒息反彈。身為家族裡的獨子，總然有傳宗接代的壓力，在與詠琪的婚姻關係中，仍一肩擔起父母強烈要求他快點延續後代的期望，也心疼妻子承受的莫大壓力，努力給予擁有著不安的詠琪一個安定的環境。與妻子聚少離多，前往緬甸佈局事業時期，因為與前女友Sophia過度親密陷入婚姻危機的挑戰。在緬甸，為了公司營運皓遠接觸了一個神秘組織，卻在深入其中後，無法解釋的力量造成他不可自拔的偏差行徑，讓他幾乎賠上了所有一切。                                                  | 1-10                      |

### 次要演員
| 演員   | 角色           | 介紹 | 登場集數 |
| 喬湲媛 | 簡恩家（恩恩） | 簡志勝、曾詠潔的女兒 可愛活潑從小很有音樂天分，在志勝的栽培下學習大提琴，父女一直感情很好直到志勝生意失敗導致家道中落，因不滿志勝酗酒、染上賭癮，造成媽媽傷心憤而離家出走。在嘗試自立更生，經歷了一段艱苦的時間後認識了阿清，與男友阿清共同經營一家小機車行。恩家遺傳了父母的性格，個性剛強吃軟不吃硬，對重視的人照顧有加，但善惡分明，面對說話不算話的人特別嚴厲。看到志勝後來的轉變，努力挽回女兒的模樣，也讓恩家堅硬的心也逐漸柔軟了起來 | 3-10     |
| 張豐豪 | 吳子清（阿清） | 簡恩家的男友，機車行小老闆 個性溫和、單純和善。從小沒有父母，在孤兒院長大，對離家出走的恩家特別同病相憐，對恩家照顧得無微不至，一直希望能與恩家共同擁有一個屬於自己的幸福家庭。在孤兒院結識了一群患難兄弟，遇見恩家之前曾有過一段荒唐的日子。與恩家交往後，決心揮別過去不堪的日子。正當阿清打算就靠機車行努力拼搏給恩家過好日子時，那群孤兒院的同黨再次出現了。                                                                             | 5-8、10  |
| 吳子霏 | 廖珺彥         | 桌頭的孩子，從小在宮廟長大 母親早逝，與父親相依為命，雖是女孩子，但耳濡目染之下跳起八家將也有模有樣。打從聽見詠琪演唱就不自禁關注，對社交有嚴重障礙的珺彥唯獨在詠琪面前會展露出她孩子氣羞澀的一面。珺彥不捨詠琪在婚姻關係裡的執著、奉獻與委屈，面對情感上同有的孤立感，詠琪讓她有了勇氣走出原本封閉的生活，暗戀詠琪，也讓她產生了想守護同樣迷惘的詠琪的責任。                                                                               | 5-10     |

### 其他演員
| 演員   | 角色             | 介紹 | 登場集數            |
| 王可元 | 阿智             | 皓遠的助理 | 1、4、6-7           |
| 廖奕琁 | 宋芷帆（Sophia） | 皓遠前女友，掌管亞洲最大礦業公司艾爾集團 | 1、4-6、8-9、10(手) |
| 羅宏任 | 詠潔主管         | 詠潔在大賣場工作的主管 | 1、3                |
| 洪芸杏 | 詠潔同事         | 詠潔在大賣場工作的烤香腸同事，總是喜歡在上班的時候出去抽菸，叫詠潔顧攤位 | 1                   |
|        | 瞳的父親         | 日本人，心理變態，喜歡在女兒和老婆的臉上用刀畫日本地圖毀容，最後被精神崩潰的老婆殺了 | 1                   |
|        | 瞳(ひとみ)       | 被心理變態的父親用刀在臉上畫日本地圖毀容 | 1-2                 |
| 王子瑄 | 吳怡萱           | 孝偉的女友，詠潔的同事，在大賣場工作，因詠潔疏忽而受傷毀容 | 1-4、10             |
| 盧子文 | 靈媒             | 在郝姨身邊的外籍靈媒, 看似郝姨隨侍在側, 實則是郝姨手下的神棍, 最後成為代罪羔羊被詠琪刺殺 | 2、5-6、8-10        |
| 呂雪鳳 | 郝姨（潘姨）     | 是誰在身邊 郝姨(呂雪鳳飾演) 實際姓名、身份、來歷皆是謎團的婦人。外表雖給人親切慈祥的印象，說話溫柔且極擅長察言觀色、能一眼看穿人性的缺陷與弱點，不論是誰登門求助，皆假裝善心給予指點。長年隨侍在一位外籍靈媒身邊，表面上協助向信眾傳遞來自“另一個世界”的指示。郝姨是信眾們稱呼她的方式，實際上是國際人蛇集團的成員，藉由道場作為掩護，仲介東南亞籍女子來台賣淫、高價賣出死胎向貴婦們謀取暴利。除此之外，在她的神秘面紗背後，卻還有更令人不可思議的一段往事… | 2-3、5-6、8-10      |
| 黃冠智 | 孝偉             | 怡萱的男友，籃球員 | 2-4                 |
|        | 潔西卡           | 詠潔住在精神病房時交到的朋友 | ？、8               |
| 陳禕倫 | 志勝朋友         | 簡志勝學生時期同學，出社會後一起合夥創業，開設公司並擔任副董事長職務。 | 10                  |
| 江常輝 | 志勝朋友         | 簡志勝學生時期同學，出社會後一起合夥創業，開設公司並擔任總經理職務。 | 10                  |
| 侯欣言 |                  | |                     |
| 吳宏修 |                  | |                     |
| 林玠禾 |                  | |                     |
| 徐孟研 |                  | |                     |
| 洪毓璟 | 小柯             | 阿清的兄弟 | 5-6                 |

### 特別演出
| 演員   | 角色         | 介紹                                                                                   | 登場集數        |
| 曾珮瑜 | 瞳的母親     | 受不了老公對自己以及對女兒用刀在臉上畫日本地圖毀容，最後精神崩潰，殺了老公，然後再自殺 | 1               |
| 唐振剛 | 里歐（LEO）  | 詠潔的心理諮商師                                                                       | 3               |
| 林思宇 | 尹茜（茜茜） | 演員，人稱茜姊，藝名：尹娃，詠琪、蘇菲亞的朋友                                         | 4-5、6(聲音)、8 |

## 電視劇歌曲
| 曲別   | 歌名       | 演唱者 | 作詞   | 作曲           |
| 片尾曲 | 人類廢品   | 馬仕釗 | 陳芷儀 | 羅維真         |
| 插曲   | 你一直在   | 馬仕釗 | 馬仕釗 | 關詩敏、賴暐哲 |
| 插曲   | 你一直在   | 曾思瑜 | 馬仕釗 | 關詩敏、賴暐哲 |
| 插曲   | No Way Out | 孫加於 | 安溥   | 安溥           |

## 各集標題
| 集數 | 首播日期       | 標題                 |
| 1    | 2021年10月3日  | 籠中鳥 Kagome Kagome |
| 2    | 2021年10月3日  | 命運 Destiny         |
| 3    | 2021年10月10日 | 別離 Departure       |
| 4    | 2021年10月17日 | 贖罪 Atonement       |
| 5    | 2021年10月24日 | 慾望 Desire          |
| 6    | 2021年10月31日 | 承諾 Promise         |
| 7    | 2021年11月7日  | 謎團 Mystery         |
| 8    | 2021年11月14日 | 新生 Newborn         |
| 9    | 2021年11月21日 | 謎底 Truth           |
| 10   | 2021年11月28日 | 救贖 Redemption      |

## 外部連結
- 誰在你身邊的Facebook專頁
- 誰在你身邊－HBO GO （页面存档备份，存于）

## 作品的變遷
| HBO Asia 每週日 21:00 | HBO Asia 每週日 21:00                        | HBO Asia 每週日 21:00 |
| --------------------- | -------------------------------------------- | --------------------- |
|                       | 誰在你身邊 （2021年10月3日－2021年11月28日） |                       |
| —                     | —                                            |                       |